# Desant pe tanc
Desantul pe tanc este o tactică a armelor întrunite unde subunitățile de infanterie sau de cercetare (o grupă per tanc, de regulă) sunt transportate de către tancuri într-o luptă și debarcă în faza finală a acesteia. Tactica este folosită pentru a se obține un ritm rapid de ofensivă și pentru a realiza o cooperare strânsă între infanterie și tancuri. Desantul pe tancuri a fost folosit pe scară largă de trupele sovietice în timpul celui de-al Doilea Război Mondial. Unele modele de tancuri, precum T-55 sau T-62, sunt dotate din fabrică cu mânere pentru infanteriști. În timpul deplasării, tanchiștilor le este interzisă rotirea turelei și executarea focului cu tunul de pe tanc, iar infanteriștii nu trebuie să acopere jaluzelele de pătrundere a aerului în motor. În prezent, această tactică este folosită foarte rar din cauza dotării trupelor de infanterie cu transportoare blindate și mașini de luptă ale infanteriei.